# 董釗

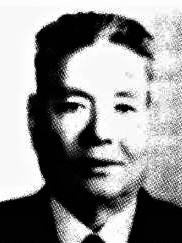

董钊（1902年7月4日—1977年9月30日），字介生，陝西省西安府長安县人，中華民国军事将领。

## 生平
祖居西安市西关外桃园村。早年丧母，父亲是清朝“武举”，家境殷富。董钊兄弟两人，哥哥名董锐。
董钊毕业于省立第三中学，1924年入黄埔軍官学校第1期。毕业后任孫文（孫中山）的警衛兵，后赴河南省加入国民二軍混成骑兵旅郑思诚部，先后任连、营长等职。1928年（民国17年）投奔南京，被任命为国民政府軍事委員会政治訓練处参謀。1930年（民国19年），参加了“复兴社”、复兴社陕西小组组长，该会决定派董钊前往北平，担任“军事杂志”的推销员工作，并附有搜集北平方面的政治、军事情报任务，然后密报南京。又被派遣为驻汉口的国民革命軍第48師徐源泉部的党務特派員。1931年（民国20年），任第20師（师长王懋德，陕西武功人）参謀長，到江西万安任职，参加对中国工农红军的围剿作战。1934年（民国23年）由于陈诚的得力推荐，升任驻湖南邵阳、洞口的第28師師長，追击、堵截长征红军，从湖南、云南、四川，又经贵州、湖南至湖北武汉等五、六个省的广大地区，没能展开较大的战斗。1936年（民国25年）12月西安事变爆发，奉祝紹周（洛陽中央軍官分校主任）之命董钊率所属部队星夜由武汉出发，迅速占领潼关，在华县附近地区与东北军刘多荃部进行了激烈战斗。事件解決後的1937年（民国26年）3月，率该师由渭南北渡渭河，在蒲城对部隊进行整備、訓練。6月他到廬山接受訓練。
抗日战争爆发後，奉西安行营主任顾祝同之命，率部回到西安，任西安警備司令兼防空副司令。1938年（民国27年）春，率部至潼关要隘守备，阻止对岸风陵渡日军渡河。又开赴徐州会战台儿庄战役增援，在山东郯城地区阻止由青岛登陆西进的日军。该师行至郯城所属南北劳沟地区时，即与板垣师团山田铁联队遭遇，经十余天激战，终于将日军打退，缴获了不少枪炮、弹药、装备器材等，这些战利品全部送交徐州第五战区司令部，该师在此次战役中共伤亡官兵三千余人。董钊率第二十八师撤退至苏北阜宁青江浦一带。1938年8月该师由淮南路乘隙撤回汉口，驻扎在横店地区休整。1938年9月升任第十六軍軍長兼第28师师长。10月率部赴河南省南部参加罗信战役。
1939年春，驻西安的第十战区司令长官蒋鼎文将董钊及其所属部队调来西安，并完成了第十六军的编制。第十六军军长董钊，副军长杨光钰，参谋长王子伟，下设三个师，即第二十八师，师长李梦笔；预备第一师，师长谢甫三；预备第三师，师长周开勋，董钊又兼任西安警备司令及陕西防空副司令等要职。1939年12月第一次反共高潮时，董钊率第二十八师化装成地方保安团队，星夜由西安出发，开往陕北黄陵县，并在该地区设前进指挥所，第二十八师师长魏炳文驻黄陵地区，暂编骑兵第二师师长马禄驻洛川地区，陕西保安第一旅杨显部驻宜君地区，陕西保安第二旅尤奉山部驻耀县地区，陕西保安第三旅穆鼎丞部驻淳化地区，预备第三师周开勋部驻邠县地区，各部队进入攻击位置后，准备对陕甘宁边区突然袭击。迫于各界人士的舆论压力，未敢进犯，遂将原计划改为对边区实行筑碉封锁政策。通往陕北的交通沿线，并设站盘查。第三十四集团军总司令胡宗南认为蒋鼎文、董钊在西北培植个人势力，分割军权，对董钊采取断然措施，将董的第28师老部队拨归第九十军军长李文建制，又将第九十军第109师陈金城部，拨归董的第十六军建制。胡宗南还将第十六军中预备第一师师长谢甫三、预备第三师师长周开勋二人免职，重新委派冯龙、陈鞠旅任这两个师的师长，以架空董钊军长之职。董对所属各部的调迁、指挥、教育、训练等事不闻不问，平时只照例周转公文而已，终日在家闭户读书。1940年11月至1941年1月赴中国国民党中央訓練团接受训练。1941年1月奉命撤离对边区的碉线，率军直进驻三原，任邠洛動員指揮官兼碉堡線封鎖指揮官，指挥临时调拨的新25师、新26师，修筑三原、泾阳两县的“国防工事”，准备日军渡河的二线阵地。1941年至1942年，胡宗南又命令董钊驻防韩城、郃阳两地，担任河防守备，所属三个师北起韩城禹门，南止潼关以南之线，防止日军西渡。1942年（民国31年）4月，免去董的军长职务，升任第34集团軍副总司令，以李正先接任了第十六军军长。1943年（民国32年）9月，他转任晋陝綏边区副总司令，成为邓宝珊总司令的副手。该部只指挥榆林地方军阀部队第二十二军及新编第11旅（2个团），兵力十分单薄。遂拟定了一个扩军计划，第22军控制榆林外；再将新编第11旅及新编第41师组成一个新编军，控制三边地区，两军统归晋陕绥总部指挥。1944年春，董钊携此计划前往重庆面谒蒋介石，蒋甚为赞许，即予批准，并嘱其迅速编组成立。胡宗南得知这一情况后，到重庆坚决反对，并带董一同返陕。1944年（民国34年）冬，入陸軍大学将官班甲級第1期接受训练，1945年1月毕业后，升任第38集团軍总司令，并无建制部队，董仅率一个警卫营驻在甘肃平凉。1945年日军犯西峡口、卢氏等地，胡令董在洛南县设总部指挥所，亲临指挥第一军罗列部及第九十军严明部。1945年7月被授予陆军中将衔。
1946年（民国35年）5月，率第三十八集团军奉命由平凉开赴河南陕州集结待命。国共内战爆发后，1946年7月第三十八集团军又奉命北渡黄河，进驻山西省运城，指挥第三十军鲁崇义部、第一军等部，和陳賡率领的晋冀鲁豫野战军太岳纵队交战。第一军第一师黄正诚部向临汾以东地区开进之时，行至官雀镇附近被陈赓所部包围全歼，师长黄正诚等人被俘。胡宗南闻讯后由西安乘飞机亲来临汾，召集驻临汾各军、团长以上军官开会，研究决定对解放军主力部队采取报复的措施。最后命令董钊率领国民党第一军、第九十军、第三十军所有官兵，分三路沿同蒲路两侧地区，从正面向洪洞，霍县等地前进，寻找陈赓的主力部队决一胜负。第三十八集团军在临汾改编为整編第一軍，董任该軍軍長，辖整编第一师师长罗烈，整编第九十师师长严明，整编第三十师师长鲁崇义。1947年（民国36年），整编第三十师鲁崇义部留守临汾、运城、晋南一带所占地区外，董奉胡宗南之命整编第一师、整编第九十师等部队，渡过黄河西岸，在韩城以北地区集结待命进攻延安。董部为进攻延安的东路部队。另一路由整编第二十九军军长刘戡率领，有整编第三十六师钟松部，整编第七十六师廖昂部等，在洛川地区集结待命，为进攻延安的西路部队。1948年3月初，宜瓦战役中，刘戡所部被全歼，董钊此间在南京“听训”得以幸免。1948年（民国37年）5月，就任咸阳第18綏靖区司令，副司令是杨德亮，参谋长是褚静亚，秘书长是刘亦常,下辖五个专区：蒲城专区、耀县专区、邠县专区、宝鸡专区以及咸阳专区，共40余县，又辖三个保安旅：陕西保安第一旅、第二旅、第三旅,其主要任务是配合国民党陕西省政府征兵、征粮，加强地方各县保安团队及保甲组织，实行各县联防，保护交通通讯，防止解放军游击部队的活动，宣传反共政策，取缔进步组织，评议市场物价，调查所属地区的战略物资。1948年7月，以陕西本省身份接替祝紹周任陝西省政府主席兼保安司令、中国国民党陕西省党部主任委員。省府要员有秘书长蒋坚忍、民政厅长刘亦常、财政厅长温良孺、建设厅长白荫元、教育厅长高文源、社会处长陈固亭、田粮处长史直哉、保安副司令张坤生、军管区副司令史仲鱼、防空副司令冯升云、国民党陕西省党部书记陈建中等，这些人派系复杂，各行其是，不好统驭。1949年（民国38年）5月，中国人民解放军占领西安前，先撤退到漢中。1949年11月初在汉中召开应变会议；在汉中的陕西省政府已撤销，其成员一律资遣；派亲信李鸿基在成都设立了陕西省政府办事处；陕西省保安司令部迁西乡，仅有不足九个团的兵力，如果镇巴山区不保，陕西省保安司令部及其所属部队向四川撤退，陕西的名称就不能再继续使用，要改为新编第八军，以陕西省保安副司令杨显为军长，参谋长侯桂亭。随后，董乘车经城固、汉中等地赴成都。杨显取销以镇巴山区为根据地开展敌后游击活动的计划，率两个警卫营，越过大巴山，打出“新八军”番号向四川境内逃窜。12月19日，董被罷免各职后逃往台湾。杨显在镇巴曾接到李鸿基由成都来电，告知董钊已携眷飞往台湾。杨显继续南下，于12月下旬到达四川省仪陇县八庙厂地区被俘。
在台湾，董任光復大陸設計研究委員会委員。1977年（民国66年）9月30日，他在台北市病逝。享年76岁（满75歳）。